# 伊藤浩一
伊藤 浩一（いとう こういち、1963年7月31日 - ）は、日本の実業家。豊田自動織機代表取締役社長。

## 人物・経歴
岐阜県岐阜市出身。1986年早稲田大学政治経済学部卒業。丸紅を経て、転職で、1998年に豊田自動織機製作所入社。2010年豊田自動織機繊維機械事業部営業部長。2012年豊田自動織機執行役員。2016年豊田自動織機常務役員。2019年豊田自動織機経営役員。2023年豊田自動織機代表取締役社長。